# Papež Štefan I.
Sveti Štefan I., papež (in mučenec, glej Ocena), Rimskokatoliške cerkve, * okoli 200 n. št., Rim (Italija, Rimsko cesarstvo); † 2. avgust 257, Rim ( Italija, Rimsko cesarstvo). V Rimskokatoliški cerkvi god 2. avgust.

## Življenjepis
Štefan izhaja iz znamenite rodovine Julijev (latinsko: gens Julia). Njegovo ime στεφανος izhaja iz grščine in pomeni „ovenčani” . Kot arhidiakon je služil papežu Luciju in postal njegov naslednik. 

### Spor glede krsta skesanih povratnikov
Pod njegovim pontifikatom, ki se je začel 12. maja 254, je Cerkev na zunaj živela v miru, niso je preganjali. Zgodovinar Evzebij glede tega piše: 
»Cesar Valerijan se je na začetku svojega vladanja vedel do kristjanov bolj naklonjeno kot vsi njegovi predniki; zato se je na dvoru obdal z bogaboječimi ljudmi.«
Toda Cerkev so pretresali hudi notranji spori. Šlo je za veljavnost krsta krivovercev, krsta, ki so ga podeljevali krivoverci: kako ravnati z ljudmi, ki so bili krščeni v krivoverstvu ali razkolu, pa so prišli v katoliško Cerkev. V Rimu, Palestini in Aleksandriji so imeli tak krst za veljaven, v latinski Afriki (predvsem področje današnje Tunizije) pa so krstu krivovercev odrekali veljavnost in spreobrnjence na novo krščevali. To mnenje je posebej zagovarjal kartaginski škof Ciprijan in tudi sinoda afriških škofov, ki jo je sklical; vztrajal je pri tem, da o takih vprašanjih odločajo krajevne Cerkve. Papež Štefan je v zelo odločnem pismu Ciprijanu prepovedal ponovno krščevanje. Očitno se je pri svoji odločitvi skliceval tudi na primat rimskega škofa. Ciprijan papeškega prvenstva sicer ni osporaval; menil pa je, da se ne nanaša na to zadevo. Ta spor se je umiril, ko se je pod cesarjem Valerijanom (253-260) spet začelo preganjanje kristjanov. Papež Štefan in škof Ciprijan sta oba umrla mučeniške smrti leta 257.

### Določbe
- Poudarjal je neločljivost zakona ter uvedel zaroko; bodoči mož in žena sta si torej pri zaroki že obljubila zvestobo, ki naj bi utrdila nameravani zakon.
- Papež Štefan je določil, da se smejo bogoslužna oblačila nositi le za opravljanje krščanskih obredov.

## Smrt in češčenje

### Smrt
Čeprav se je na začetku do kristjanov kazal izredno strpnega, je pozneje cesar Valerijan (253-260) začel hudo preganjanje kristjanov. Ena prvih žrtev je bil rimski škof. Papež Štefan je ravno sedel na svojem papeškem sedežu in opravljal sveto mašo; takrat je vdrl cesarjev človek in ga obglavil 2. avgusta leta 257.

### Češčenje
Pokopan je bil na Kalistovem pokopališču. Njegovo truplo je prenesel Pavel I. v cerkev San Silvestro in Capite, kjer so ga našli 1596. Klemen VIII. ga je dal položiti pod veliki oltar. Izročilo pravi, da so 1682 njegovo truplo prenesli v cerkev Santo Stefano dei Cavalieri v Pisi.
Relikvijo njegove glave (lobanje) hranijo v srebrnem relikvijariju v mestu Hvar na otoku Hvaru, kjer je tudi zavetnik mesta, otoka in škofije. Na Hvaru častijo Štefana s slovesno procesijo; da bi se privabilo več turistov iz mesta in okolice, je od nedavnega procesija tudi 2. avgusta, ko je obletnica smrti papeža Štefana. To relikvijo, ki jo nosijo v procesiji člani krajevne Bratovščine svetega Nikolaja, je podaril 1899 takratnemu hvarskemu škofu Fulgenciju Carevu takratni beneški patriarh in kardinal Jožef Sarto, poznejši papež Pij X. in svetnik. Relikvijo je vzel iz kripte cerkve San Zaccaria v Benetkah. 
Za zavetnika ga ima mesto, otok Hvar in Škofija Hvar, mesto Stari Grad in otok Vis.

### Ocena
Papež Štefan I. se od 1969 v katoliški Cerkvi uradno ne slavi več kot mučenec, ker nekateri zgodovinarji menijo, da poročilo o mučeništvu izhaja iz poznejšega časa in mu pripisujejo značaj pobožne legende. Večina  zgodovinarjev pa ga ima za mučenca. 
Tako pretirano upoštevanje (nekaterih) zgodovinarjev bi imenoval zgodovinar Maks Miklavčič historicizem in se je začelo širiti zlasti okrog Drugega vatikanskega koncila pod papežema Janezom XXIII. in Pavlom VI.. Zgodovinski viri manjkajo zlasti iz časa preganjanj.